# Ogassa
Ogassa – gmina w Hiszpanii, w prowincji Girona, w Katalonii, o powierzchni 45,48 km². W 2011 roku gmina liczyła 247 mieszkańców.